# Antonio Escohotado
Antonio Escohotado Espinosa (5. juli 1941 – 21. november 2021) var en spansk filosof, jurist, essayist og oversætter.
Escohotado tilbragte de første ti år af sit liv i Rio de Janeiro, Brasilien, hvor hans far arbejdede som presseattaché ved den spanske ambassade. Senere vendte han tilbage til Madrid, hvor han begyndte at studere jura og filosofi og skrev en afhandling om Hegel.
I 1964 begyndte han at arbejde i det officielle kreditinstitut (ICO), en spansk offentlig bank. Senere, i 1970, sagde han sit job op og flyttede til Ibiza hvor han i en periode arbejdede som oversætter. I 1976 grundlagde han natklubben Amnesia, som senere blev en af de mest populære på øen.
I 1983 blev han arresteret og fængslet for kokainbesiddelse. Han erklærede sig ikke skyldig og hævdede, at politiet havde inkrimineret ham. Mens han var i fængsel, skrev han Generel historie om Stoffer (sp: Historia General de las Drogas), hans vigtigste værk. Efter sin løsladelse arbejdede han som professor i jura, sociologi samt filosofi og metodologi ved Universidad Nacional de Educación a Distancia (UNED).